# 10526 Ginkogino
A 10526 Ginkogino (ideiglenes jelöléssel 1990 UK1) a Naprendszer kisbolygóövében található aszteroida. T. Hioki és S. Hayakawa fedezték fel 1990. október 19-én.